# Jeff Atkinson
Jeff Atkinson (Manhattan Beach, 24 de febrero de 1963) es un atleta estadounidense retirado especializado en la prueba de 1500 m, en la que consiguió ser medallista de bronce mundial en pista cubierta en 1989.

## Carrera deportiva
En el Campeonato Mundial de Atletismo en Pista Cubierta de 1989 ganó la medalla de bronce en los 1500 metros, llegando a meta en un tiempo de 3:38.12 segundos, tras el irlandés Marcus O'Sullivan y el alemán Hauke Fuhlbrügge (plata).